# Czesław Filipowicz
Czesław Filipowicz (ur. 23 kwietnia 1892 w Ucianej, zm. 9 września 1967 w Londynie) – pułkownik obserwator inżynier Wojska Polskiego, kawaler Orderu Virtuti Militari.

## Życiorys
Urodził się 23 kwietnia 1892 jako syn Feliksa. Po odzyskaniu przez Polskę niepodległości wstąpił do Wojska Polskiego. W lotnictwie wojskowym II RP został zweryfikowany w stopniu porucznika. W tym stopniu brał udział w wojnie polsko-bolszewickiej 1920–1921 jako obserwator 21 eskadry niszczycielskiej, pododdziale lotnictwa bombowego Wojska Polskiego. Od 3 do 10 września 1922 wraz z mjr. pil. Ludomiłem Rayskim na samolocie Breguet 14A2 brał udział I Międzynarodowych Zawodach Lotniczych w Zurychu uzyskując wyróżnienie i nagrodę specjalną w okrężnym locie alpejskim. Jako oficer nadetatowy 1 pułku lotniczego w stopniu kapitana w 1923 pracował w Departamencie IV Żeglugi Powietrznej. Ukończył studia z tytułem inżyniera. 23 stycznia 1928 roku awansował na podpułkownika ze starszeństwem z dniem 1 stycznia 1928 roku i 2. lokatą w korpusie oficerów lotnictwa. Pełnił wówczas służbę w Ministerstwie Komunikacji, pozostając w kadrze oficerów lotnictwa. W lipcu 1932 roku został dyrektorem (naczelnikiem) samodzielnego Departamentu Lotnictwa Cywilnego w Ministerstwie Komunikacji (wcześniej Wydziału). W tej funkcji m.in. uczestniczył w obradach Międzynarodowej Federacji Lotniczej i wygłaszał odczyty przez radio w Rozgłośni Lwowskiej.
11 września 1933 podjął wraz z kpt. pil. Józefem Lewoniewskim  próbę pobicia międzynarodowego rekordu długości lotu w linii prostej bez lądowania dla samolotów turystycznych I kategorii (w 1929 ustanowionego przez pilota Lalouetta), na trasie Warszawa – Kazań – Swierdłowsk – Omsk (3400 km) oraz ewentualnie – Krasnojarsk (4600 km), na specjalnie przerobionym samolocie PZL.19 (m.in. dodanie dodatkowych zbiorników z paliwem) ze znakami SP-AHH. Po starcie z lotniska Okęcie i ośmiu i pół godzinach lotu, w wyniku silnej turbulencji w chmurach, doszło do przeciągnięcia i wejścia w niezamierzony korkociąg. Samolot udało się wyprowadzić z korkociągu tuż nad ziemią, jednak maszyna zahaczyła skrzydłem o ziemię i rozbiła się we wsi Zasurskoje koło miejscowości Jadrino pod Kazaniem. Pilot Józef Lewoniewski zginął, a Czesław Filipowicz został lekko ranny. Zbiegiem okoliczności, wypadek miał miejsce dokładnie rok po wypadku śmiertelnym Żwirki i Wigury. Do wypadku mogła się przyczynić cecha samolotu PZL.19 jaką była mała stateczność w ślizgu i przesunięty do tyłu środek masy (w wyniku zabudowy dodatkowych zbiorników z paliwem) – co zmniejszało zapas stateczności podłużnej. Po powrocie do Polski Czesław Filipowicz przebywał w szpitalu.
W maju 1935 roku został przeniesiony z dyspozycji szefa Departamentu Aeronautyki Ministerstwa Spraw Wojskowych do Kierownictwa Zaopatrzenia Lotnictwa na stanowisko kierownika. 27 czerwca 1935 roku awansował na pułkownika ze starszeństwem z 1 stycznia 1935 roku i 2. lokatą w korpusie oficerów aeronautyki. W 1937, po utworzeniu korpusu oficerów lotnictwa, został zaliczony do grupy technicznej.
W 1939 był szefem kontroli przemysłowej Dowództwa Lotnictwa Ministerstwa Spraw Wojskowych. Działał w ramach Ligi Obrony Powietrznej i Przeciwgazowej
Po wybuchu II wojny światowej 1939 i kampanii wrześniowej przedostał się na Zachód. Został oficerem Polskich Sił Powietrznych w Wielkiej Brytanii. Posiadał numer służbowy RAF P-0893
.
Po wojnie pozostał na emigracji w Wielkiej Brytanii. Zmarł 9 września 1967 w Londynie. Pochowany na cmentarzu Gunnersbury. Był żonaty.

## Ordery i odznaczenia
- Krzyż Srebrny Orderu Wojskowego Virtuti Militari nr 8081 (27 lipca 1922)[23][4]
- Krzyż Kawalerski Orderu Odrodzenia Polski (2 maja 1922)[4][24][25]
- Krzyż Walecznych (trzykrotnie[4], po raz pierwszy w 1922)[26]
- Złoty Krzyż Zasługi (dwukrotnie: 19 marca 1931[27], 11 listopada 1934[28][29])
- Medal Niepodległości (20 lipca 1932)[30]
- Polowa Odznaka Obserwatora nr 5 „za loty bojowe nad nieprzyjacielem czasie wojny 1918–1920” (11 listopada 1928)[31]
- Złota Odznaka Honorowa LOPP I stopnia[32]
- Krzyż Komandorski Orderu Zasługi Wojskowej (Bułgaria, 1936)[33]
- Krzyż Komandorski Orderu Krzyża Orła (Estonia, 1934)[33][34]
- Krzyż Oficerski Orderu Legii Honorowej (Francja, 1931)[35]
- Krzyż Kawalerski Orderu Krzyża Południa (Brazylia)[36]
- Krzyż Wojenny („Croix de guerre”) (Francja)
- Medal Pamiątkowy Wielkiej Wojny (Francja)
- Medal Zwycięstwa (międzysojuszniczy)